# Сергиев Посад
Сергиев Посад (на руски: Се́ргиев Поса́д) е град в Русия, Московска област, административен център на Сергиево-Посадски район. Предишни наименования: Сергиевски Посад (до 1919 г.), Сергиев (1919 – 1930), Загорск (1930 – 1991), преименуван на Сергиев Посад през 1991 г.
В града се намира най-големият православен мъжки ставропигиален манастир на Русия и на Руската православна църква „Троице-Сергиева лавра“ – архитектурен паметник на културата и изкуството, внесен (1993) в Списъка на световното културно наследство на ЮНЕСКО. Включен е в състава на Златния пръстен на Русия. В манастира се намира също Московската духовна академия.

## География
Намира се на 70 километра североизточно от Москва (центъра на града, но 52 км от Московския околовръстен автомобилен път), на 200 км югозападно от Ярославъл.
Население – 106 718 души към 1 януари 2014 г.

## История
Според житието на преподобния Сергий Радонежки през 1340-те години братята Варфоломей (в монашество Сергий) и Стефан построяват килия и малка църква „Св. Троица“. Около тях се създава манастир, после и селище, защитено с ограда. През 1380 г. княз Дмитрий Донской пристига в обителта на Сергий Радонежки за благословение преди битката на Куликово поле с войските на Златната орда. Преподобният Сергий почива през 1392 г., след 30 години (1422) е канонизиран и над гроба му започва строителството на белокаменния Троицки събор в манастира.
През 1608 – 1610 г. манастирът е в обсада от полско-литовски войски в продължение на 16 месеца. Петър I често посещава манастира, дори се крие в него по време на Стрелецкия бунт в Москва (1698). С указ на императрица Елисавета I манастирът е удостоен с почетното звание лавра през 1744 г.

## Забележителности
- Манастири: Троице-Сергиева лавра, Спасо-Вифански манастир, „Св. Параклит“, Черниговски скит
- Музеи: Музей на играчките, Историко-художествен музей-резерват, „Църковно-археологически кабинет“
- 7 църкви, включително катедрала
- Московска духовна академия
- Загорска матрьошка

## Известни личности
Родени в Сергиев Посад
- Никон Жила (р. 1976), хоров диригент

Починали в Сергиев Посад
- Константин Леонтиев (1831 – 1891), философ
- Александър Мен (1935 – 1990), духовник
- Сергий Радонежки (1314 – 1392), духовник
- Василий Розанов (1856 – 1919), философ